# 山本一清
山本 一清（やまもと いっせい、1889年（明治22年）5月27日 - 1959年（昭和34年）1月16日）は、滋賀県出身の天文学者。滋賀県出身者として最初の天文学者・理学博士（博士登録番号227番、天文学専攻としては国内8人目の理学博士）。

## 生涯

### 生い立ち
山本一清は1889年（明治22年）5月27日、滋賀県栗太郡上田上村桐生（現：大津市桐生1丁目）に生まれる。山本家は代々医療を生業とし名字帯刀を許されていた。父美清（祖父清之進の名を継ぐ。また、山本椋亭とも称した）は野洲郡津田家から養嗣子として山本家に入り、教師として児童教育に尽力した。山本一清の命名は祖父山本清之進が行い、橘良基治世之要の「難有百術、不如一清」より二字が用いられた。祖父山本清之進は県会議員を勤めると共に漢詩や和歌の作者としても名を知られており、巌谷修（巖谷一六）とも書を通じ親交があった。
山本は1902年（明治35年）膳所中学に入学し、1907年（明治40年）3月同中学を首席で卒業。卒業後第三高等学校入学までの間、滋賀郡滋賀尋常高等小学校と甲賀郡水口高等小学校で子供たちを教え、同年9月第三高等学校に入学する。1910年（明治43年）9月、当初電気工学科に合格していたが転科が認められ京都帝国大学理工科大学物理科に転籍、その年の5月に径4mドームに口径18cmの望遠鏡がハレー彗星観測のため据え付けられた大学に天文専攻生第一号として入学した。

### 京都帝国大学理工大学入学から教授就任
1913年（大正2年）7月京都帝国大学理工科大学物理学科卒業後直ちに大学院に入学し、同年12月に滋賀県栗太郡治田村（現在草津市と栗東市にまたがる）の川崎英子と結婚する。翌1914年（大正3年）4月大学助手となり、5月水沢緯度観測所に赴任し、緯度変化と気象との関係を研究するため文部省測地学委員会の嘱託に命じられ大学より派遣された。1915年（明治4年）4月大学講師に任じられる。なお、1916年（大正5年）より1922年（大正11年）の間、毎年夏に測地学観測委員会の委嘱に基づき関東および新潟・長野の約280地点で重力測定を行った。
1918年（大正7年）6月鳥島での日食観測を行い、同年10月大学助教授に任じられた。1920年（大正9年）9月日本で最も歴史の長い天文同好会（略称・OAA）を結成した。なおOAAの結成時の正式名称は「天文同好会」で、その後「東亜天文協会」と改称、さらに現在の名称である「東亜天文学会」に改名した。1922年9月文部省在外研究員としてアメリカを中心にイギリス・ドイツ・フランスに留学し、1925年（大正14年）3月帰国。翌4月京都帝国大学理学部（1919年（大正8年）分科大学を学部に改称）教授に就任した。同年7月論文「大気ニヨル光線屈折ノ効果研究ノ為 水沢ニ於テ行ヘル緯度変化ノ同時観測」提出により理学博士学位を受ける。

### 理学部教授
1926年（大正15年）山本等の「天文学の発展のためには、専門家でなくても天体観察ができる天文台が必要」だとする主張に啓発され、倉敷紡績専務原澄治の出資により倉敷天文台が竣工した。1929年（昭和4年）10月には京都帝国大学における前任者新城新蔵博士（後に第八代京大総長）から受け継いだ花山天文台が開台され、山本は初代台長に就任した。1935年（昭和10年）、パリで開催された国際天文学連合 (The International Astronomical Union：IAU) 第36回総会において黄道光委員会初代委員長に就任した。IAU委員会において日本人が専門部会の委員長となったのは山本が最初であった。1937年（昭和12年）3月には勲三等に叙され、同年に広島県瀬戸村（現福山市郊外）で黄道光観測所が開所した。
1935年（昭和10年）頃より、山本を嫉視する者から山本を中傷する匿名文書が大学や文部省・関係者に郵送され、果ては当時京都帝国大学内で起きた汚職問題に山本が絡んでいるとのデマまで出回り、1937年（昭和12年）には大学より辞職勧告を受けるに至った。山本としては理由が無い辞職はできず、汚職に関しては検事局が調査したが問題も出ず一年を越した所で、1938年（昭和13年）5月31日に大学を依願退職した。

### 大学退官後
大学を退職したその年8月、ストックホルムでIAU総会があり山本は引き続き黄道光委員会の委員長に留任。9月にはスウェーデン天文史学会名誉会員に推挙された。1940年（昭和15年）10月には実家での天文台建設に着手、11月より天文観測を行いながら建設を行い1942年（昭和17年）5月私設の山本天文台（田上天文台）が竣工した。
戦後政治の世界にも自らの理想実現を求め衆議院選挙・滋賀県知事選挙に立候補するが落選、1948年（昭和23年）8月村議会の要請により上田上村長に無投票当選したが、翌年村議会と対立し辞任した。晩年には地元ボーイスカウトの運営にも携わり、1959年（昭和34年）1月16日滋賀県草津市の長男宅で没した。生涯を通じてプロの天文学者とアマチュア天文家の橋渡しをし、天文学の広範な普及・発展に大きく貢献した。
ドイツの天文学者カール・ラインムートが1942年に発見した小惑星2249 には、軌道計算をした中野主一の提案により「Yamamoto（山本）」と命名されている 。

### 年譜
年譜
1889年（明治22年）5月27日、滋賀県草津市にて誕生。
1907年（明治40年）3月、膳所中学（現：滋賀県立膳所高等学校）を卒業。9月、第三高等学校第二部工科に入学。
1908年（明治41年）6月23日、京都平安協会にて洗礼を受ける。
1910年（明治43年）7月、第三高等学校第二部工科を卒業。9月10日、京都帝国大学理工科大学物理学科に入学。
1913年（大正2年）7月13日、京都帝国大学理工科大学物理学科を卒業し、同大学院に入学。12月14日、川崎英子と結婚。
1914年（大正3年）1月、臨時緯度観測所嘱託に任命。4月24日、京都帝国大学理工科大学助手。5月、水沢赴任。
1915年（大正4年）4月24日、京都帝国大学理工科大学講師。
1916年（大正5年）5月、水沢より大学に復帰。
1918年（大正7年）6月9日、鳥島にて日食観測。この際わし座に新星わし座V603星を発見している。京都帝国大学理工科大学助教授。
1920年（大正9年）9月1日、「天文同好会（後の東亜天文学会）」を創立。
1922年（大正11年）9月11日、文部省在外研究生としてアメリカ・ドイツ・イギリス・フランスに留学。
1925年（大正14年）3月3日、帰国。4月18日、京都帝国大学理学部教授。7月20日、理学博士学位を授与。
1926年（大正15年）11月21日、倉敷天文台開台。
1927年（昭和2年）6月、奉天でポン・ウィンネッケ流星群を観測。11月10日、台中で水星太陽面通過を観測。
1928年（昭和3年）12月、台南で山崎・フォーブス彗星を観測。
1929年（昭和4年）5月9日、スマトラで日食観測。6月、ジャワで太平洋学術会議に参加。10月、花山天文台が開台。
1933年（昭和8年）6月、カナダで第5回太平洋学術会議に参加し、その後アメリカを視察。
1934年（昭和9年）12月、台北市で日本学術協会第10回総会に出席。
1935年（昭和10年）4月新竹・台中地震に伴う台中観測所の被害状況調査。7月、パリで国際天文同盟に参加し、初代黄道光委員会委員長に就任。10月、朝鮮半島より満州・華北一帯を調査訪問。
1936年（昭和11年）、6月19日、オムスクで日食観測。
1937年（昭和12年）3月1日、勲三等叙勲。6月8日、ペルーで日食観測、ペルーからの帰国時に大学辞職勧告を受ける。12月広島県瀬戸村に黄道光観測所が開所。
1938年（昭和13年）4月、「研究の自由の為退職」と記した辞職願を大学に提出するが文言訂正を求められる。5月30日、高等官一等従四位に叙される。5月31日、大学を依願退職する。6月13日、正四位に叙される。8月、ストックホルムでの国際天文同盟に参加し、黄道光委員会委員長を留任す。9月22日、スウェーデン天文史学会名誉会員に就任。
1939年（昭和14年）3月から6月に掛け満州・華北地方を歴訪する。
1940年（昭和15年）10月、山本天文台（田上天文台）着工する。
1941年（昭和16年）9月21日、台湾で日食を観測する。
1946年（昭和21年）4月10日、第22回衆議院議員総選挙に日本社会党公認で立候補するが落選。
1947年（昭和22年）4月5日、滋賀県知事選挙に日本社会党公認で立候補するが落選。
1948年（昭和23年）8月25日、上田上村長に無投票当選し9月1日就任す。
1949年（昭和24年）10月28日、村長を辞任。
1958年（昭和33年）4月19日、鹿児島県指宿市で日食観測。
1959年（昭和34年）1月16日、没した。

## 逸話等
父
父清美が滋賀師範学校在学中、学校より学生の酒宴の激しさから親睦会や送別会が禁止されることがあった。この時禁止に反対して全校生徒が授業を欠席したことから、学校側は生徒全員を退学処分とした。清美は県知事に学校の横暴を直訴すべく行動し、地元野洲郡選出の県会議員である岡田逸治郎等に事情説明を行った。岡田等は学生を応援し退学撤回に助力したが、県・学校側の意思は固く全員が退学処分となったものの、再受験の機会だけは与えられることとなった。清美は退学となった後、再受験し師範学校に入学した。山本一清の行動における自由な考えは父親譲りとも言える。
家族
1922年（大正11年）海外留学に際し、山本は子供を両親に預け妻と共に旅立った。当時海外渡航には多額の費用と日数も掛かる事から夫婦連れ添っての留学例はほとんどない。当然妻の費用は自費であるため不足分は父から送金を受けた。山本はアメリカで妻に英語を習わさせると共に夫婦でアルバイトも行い生活費の足しを稼いでいた。また、日食観測に際しては同行者の世話役として妻を帯同し、学生や教室の親睦会には妻ばかりでなく子供達も含め家族ぐるみで参加した。
田上
退職後山本は生家上田上村に戻り恩給生活となった。収入は大学勤務時の三分の一となったが、天文台建設・資料収集に加え、1939年（昭和14年）には妻英子が病に罹り倒れてしまった。その様な時、かねて親交があった近江兄弟社や東京の自由学園が山本一家を支援した。
キリスト教
山本は膳所中学4年生の時に、英語教師であったウィリアム・メレル・ヴォーリズ（William Merrell Vories）に勧められバイブル教室にも参加した。そこでキリスト教に興味を持ち、三校入学後洗礼を受けた。三校・大学ではYMCAで活動し、日曜学校教師としても働き信徒伝導活動に積極的に参加した。妻の英子は結婚3ヵ月後に洗礼を受け、子供達も夫々幼児洗礼を受けた。
天文同好会
1920年（大正9年）に「天文同好会（後の東亜天文学会）」を創立し、天文学の普及と観測者育成に心血を注いだ。「天文学は昔からアマチュアの協力の下にアマチュアと共に進歩した学問である。専門家は、アマチュアの観測者に援助を与え、その観測を大切にしなければならない。」と山本は語り、和英両文で書かれた「山本速報」を毎週発行し、プロ・アマ問わず、どんな些細な観測も国内ばかりか広く海外にも紹介した。また、一般の人にも理解できるよう天文書を書いたり、入門書を作り、アマチュアが利用できる天文台を作り多くの観測者を育てた。こうした活動の結果、天文同好会は創立50年後には定期雑誌を発行し、会員数も千人を突破するまでに至っている。太陽黒点観測の三沢勝衛・流星観測の小槙孝二郎・彗星発見で有名な本田実・星図の草場修・火星観測の佐伯恒夫・反射望遠鏡の中村要など多くの優秀な観測者と高機能の観測器具が生み出された。

## 著書

### 単著
- 『星座の親しみ』（警醒社 1921年、1937年に恒星社より新選が、1970年恒星社厚生閣より新版が発行）
- 『星空の観測』（警醒社 1922年）
- 『遊星とりどり』（警醒社 1922年）
- 『宇宙建築と其居住者』（警醒社 1923年）
- 『火星の研究』（警醒社 1924年）
- 『宇宙開拓史講話』（警醒社 1925年）
- 『家庭科学大系』（文化生活研究会 1927年）
- 『ラヂオ講演・太陽の近況』（博文館 1927年）
- 『天文の話・鑛物の話』（文藝春秋 1929年）
- 『標準天文學』（天文同好會 恒星社厚生閣 1930年）
- 『万有科学大系』（1931年）
- 『初等天文學講話』（恒星社 1931年）
- 『登山者の天文學』（恒星社 1932年）
- 『日食の話』（恒星社 1936年）
- 『アムンゼン』（新潮社 新潮社伝記叢書 1941年）
- 『天體と宇宙』（偕成社 1941年）
- 『子供の天文学』（恒星社 1942年）
- 『星の宇宙』（恒星社厚生閣 1942年）
- 『星座の話』（偕成社 偕成社少年少女文庫 1942年）
- 『星』（晃文社 1942年）
- 『月の話』（偕成社 1943年）
- 『コペルニクス評伝』（恒星社 1943年）
- 『天文新話』（恒星社厚生閣 1947年）
- 『海王星発見とその後の知識』（恒星社厚生閣 1947年）
- 『星座とその伝説』（恒星社厚生閣 1969年）
- 『48人の天文家』（恒星社厚生閣 1969年）

### 共著
- 『天文学事典』（恒星社 1933年）
- 『内眼に見える星の研究』（恒星社厚生閣 1949年）
- 『目で見る天文学』（オルタ・クレミンショウとの共著 丸善 1955年）

### 編著
- 『太陽・日食と月食』（恒星社厚生閣 1937年）